# 查理三世 (摩納哥)
查理三世（法語：Charles III，1818年12月8日—1889年9月10日），摩納哥親王，1856年至1889年在位。
查理三世在位期間興建了著名的蒙特卡洛賭場，使摩納哥成為日後的博弈勝地。

## 家庭
1846年，查理和安東妮·德·梅洛德結婚，兩人的獨子阿爾貝於1848年出生。